# ティンルーフパイ
ティンルーフパイ(tin roof pie)は、アイスクリームケーキのバリエーションの1つ。

## 作り方
コーンフレーク、コーンシロップ、ピーナッツから作られる土台からなる。
その後、アイスクリーム、チョコレートシロップ、そしてときどき砕いたチョコレートバーを重ねることで作られる。